# Флаке, Отто
О́тто Фла́ке (нем. Otto Flake; 29 октября 1880, Мец — 10 ноября 1963, Баден-Баден) — немецкий писатель и эссеист.

## Жизнь и творчество
Родился в принадлежавшей тогда Германской империи Лотарингии. Окончил гимназию в Кольмаре, затем изучал германистику, философию и историю культуры во Страсбургском университете. Вместе с Рене Шикеле
участвовал в работе группы творческой интеллигенции «Молодой Эльзас» (Das jüngste Elsaß). Начал свою профессиональную деятельность, находясь в Париже и в Берлине как сотрудник издания «Neue Rundschau». В период, предшествовавший Первой мировой войне, писатель много путешествует, о чём пишет в своём сборнике эссе «Книга логики» (Das Logbuch, издана в 1917). В 1914 году в Константинополе он знакомится с немецкими журналистами Фридрихом Шрадером и Максом Рудольфом Кауфманом, и в дальнейшем они ездят вместе по Турции. Во время Первой мировой войны О.Флаке был направлен в гражданскую администрацию оккупированного немцами Брюсселя, где находится в тесном контакте с работающими там также немецкими литераторами — Готфридом Бенном, Фридрихом Айзенлором, Карлом Эйнштейном и др. Перед самым окончанием войны, в начале 1918 года некоторое время возглавляет отдел фельетонов в берлинской Нойе Альгемайне Цайтунг, позднее переезжает в Цюрих и присоединяется там к художественному движению дадаистов. В 1920 году в свет выходит его перевод романа О. де Бальзака «Утраченные иллюзии». В 1928, после высылки из Южного Тироля, писатель со своей семьёй возвращается в Германию и селится в Баден-Бадене.
После прихода в Германии в 1933 году к власти национал-социалистов О.Флаке, наряду с 87 другими немецкими писателями, подписывает приветственное письмо А.Гитлеру, за что был решительно осуждён такими авторами, как Б.Брехт, Т.Манн и А.Дёблин. Нужно, впрочем, признать, что таким образом Флаке пытался защитить своего издателя, Самуэля Фишера (бывшего евреем), и жену, наполовину еврейку. После окончания Второй мировой войны в 1945 году О.Флаке работает во французской оккупационной администрации в качестве советника в области культуры Баден-Бадена; как урождённый лотарингец он много делает для восстановления дружественных отношений между французами и немцами. В этот период О.Флаке мало пишет, а то, что выходит — подписывает псевдонимами. В 1954 году ему присуждается премия Иоганна Петера Гебеля земли Баден-Вюртемберг. С 1958 года к писателю возвращается признание читателей, за последующие 28 месяцев в книжной торговле расходятся более 1 миллиона его произведений. Писатель занимался также художественными переводами, в первую очередь французской художественной и исторической литературы: Бальзака, Александра Дюма-сына, Гобино, Монтеня, Лесажа, Д.Дидро, Мирабо и многих других.
О.Флаке был женат пять раз, в том числе дважды на матери своей дочери Евы-Марии.
Фридрих Зибург так описывал О.Флаке: «Моралист с потребностью дать образование человеческой природе, пророк, которому не верили, учитель, за которым не следовали…». В ГДР одно из произведений писателя Конец революции (Das Ende der Revolution, 1920) было внесено в список запрещённой литературы.

## Сочинения (избранное)
- Эльзасский вопрос как культурная проблема (Die elsässische Frage als Kulturproblem), in: März. Halbmonatsschrift für deutsche Kultur. Erster Jahrgang 1907
- Страсбург и Эльзас. В восьми картинах (Strassburg und das Elsass. Mit acht Vollbildern) 1908
- Вокруг эльзасского вопроса (Rund um die elsässische Frage) Karlsruhe-Leipzig, Dreililienverlag, 1911
- Французский роман и новелла. История от истоков и до современности (Der französische Roman und die Novelle. Ihre Geschichte von den Anfängen bis zur Gegenwart.) 1912
- Шаг за шагом (Schritt für Schritt.) Roman 1912
- Пятничный ребёнок (Freitagskind.) Roman. 1913
- Карамба. рассказ (Caramba. Erzählung.) Neue Rundschau. Jahrgang 24 von Freie Bühne (Zeitschrift). 11. Heft, November 1913.
- Пророчество и другие новеллы (Die Prophezeiung und andere Novellen.)1915
- Кольцо Горна (Horns Ring.) Roman. 1916
- Книга логики (Das Logbuch.) Berlin 1917
- Путешествие (Wandlung. Novelle.) Steegemann, Hannover 1919
  - повторно в: Neue deutsche Erzähler, 1. (Max Brod u.a.) Paul Franke, Berlin o. J. (1930)
- Город разума (Die Stadt des Hirns.) Roman. 1919, (один из известных экспрессионистских романов в немецкой литературе)
- Более чем политизация (Politisierung mehr als je), эссе, в: Das Ziel. Jahrbücher für geistige Politik. изд. Kurt Hiller. Jahrbuch 3, 1. Halbband, 1919
- Конец революции (Das Ende der Revolution) 1920
- Ульрих фон Гуттен, с восемью иллюстрациями (Ulrich von Hutten. Mit 8 Bildbeigaben.) 1920
- Германская республика (Republik Deutschland), в: Der Neue Merkur. Monatshefte. 4. Jahrgang. Heft 8, November 1920
- Нет и да (Nein und Ja.) 1920, роман о дадаистах Цюриха
- Пять тетрадей (Die fünf Hefte.) 1920, также как Вещи времени (Dinge der Zeit) 1921. Здесь автор описывает своё отношение к экспрессионизму и дадаизму
- Малая книга логики (Das kleine Logbuch.) 1921
- Императрица Ирина. В четырёх частях (Kaiserin Irene. In vier Aufzügen). 1921
- Пандемониум. Философия идентичности (Pandämonium. Eine Philosophie des Identischen). 1921
- Моральная идея. Критическое исследование (Die moralische Idee. Eine kritische Untersuchung). 1921
- Новоантичное мировоззрение (Das neuantike Weltbild). 1922
- Die Simona (извлечение из «Die Stadt des Hirns») 1922
- Романы о Руланде: Ruland (1922); Детство (Eine Kindheit); Добрый путь (Der gute Weg, 1924); Villa U.S.A. (1926); Друг мира (Freund aller Welt) (1928)
- Рассказы (Erzählungen) 1923, содержит: между бойнями (Zwischen den Schlachten), Гепард (Der Gepard), Мальчик (Der Knabe), Брат (Bruder), Императрица (Die Kaiserin), Byk
- Несовершенство мира. Химия Господа (Die Unvollendbarkeit der Welt. Eine Chemie Gottes). 1923
- Немцы (Die Deutschen). 1923
- Вторая молодость (Die zweite Jugend). рассказ 1924
- У доброго европейца. 12 хроник Верренвага (Zum guten Europäer. Zwölf Chroniken Werrenwags). 1924
- Летний роман (Sommerroman) 1927
- Распознавший. Философия быть свободным (Der Erkennende. Philosophie der Freiwerdung). 1927
- Наше время (Unsere Zeit). 1927
- Эротическая свобода (Die erotische Freiheit). 1928
- Время пришло… (Es ist Zeit …) 1929
- Знаменитые дамы эпохи барокко. Исторические портреты (Große Damen des Barock. Historische Portraits). 1929
- Маркиз де Сад. Со ссылкой на Ретифа де ла Бретона (Marquis de Sade. Mit einem Anhang über Retif de la Bretonne). 1930
- Выезд и возвращение. рассказы и дорожные заметки (Ausfahrt und Einkehr. Erzählungen und Reiseskizzen). 1930
- Криста. Детский роман (Christa. Ein Kinderroman). 1931
- История Мариетты (Die Geschichte Mariettas). 1931
- Баланс. Попытка духовного обновления (Bilanz. Versuch einer geistigen Neuordnung). 1931
- Мария в саду на крыше, и другие сказки (Maria im Dachgarten, und andere Märchen). 1931
- Монтихо, или Поиск нации (Montijo oder Die Suche nach der Nation). Roman 1931
- Французская революция (Die französische Revolution). 1932
- Шаг за шагом (Schritt für Schritt). Roman 1932
- Гортензия, или Возвращение в Баден-Баден и(Hortense oder die Rückkehr nach Baden-Baden). 1933
- Страссбургский пряник, и другие сказки (Der Strassburger Zuckerbeck und andere Märchen). 1933
- Дочь Норы (Die Töchter Noras). 1934
- Молодой Монгивер (Die junge Monthiver). 1934
- Ансельм и Верена (Anselm und Verena). 1935. Этот роман стал предлогом к запрету приобретать сочинения О.Флаке библиотекам Третьего рейха
- Шуточно (Scherzo). 1936
- Звёздные ночи на Босфоре (Sternennächte am Bosporus). 1936
- Прекрасная Бербель фон Оттенгейм (Schön Bärbel von Ottenheim). 1937
- Турецкий Луи. Кратина из времён (Türkenlouis. Gemälde einer Zeit). 1937
- Четыре дня (Die vier Tage). 1937
- Личности и личины (Personen und Persönchen). Roman. 1938
- Страсбург. История немецкого города (Straßburg. Geschichte einer deutschen Stadt). 1940
- Купец (Der Handelsherr). Roman 1940
- Квинтет (Das Quintett). 1943
- Немцы (Die Deutschen). 1946
- Ницше. Философское обозрание (Nietzsche. Rückblick auf eine Philosophie). 1946
- Заметки о Стендале (Versuch über Stendhal) München 1946
- Заметки об Оскаре Уайльде (Versuch über Oscar Wilde). 1946
- Князь Пюклер-Мускау (Fürst Pückler-Muskau). в: Karussell. Literarische Monatsschrift. 1.Jg. 1946, Heft 5
- Фортунат (Fortunat). (в двух томах: «Горы и долины остаются (Berge und Täler bleiben stehen)», «Люди узнают себя (Menschen begegnen sich») 1946
- Человек мира (Ein Mann von Welt) (в двух томах: «Fluctuat nec mergitur», «Оружие Парижа (Wappen von Paris») 1947
- Амедей, восемь рассказов (Amadeus. Acht Erzählungen)., в двух томах, том 1
- Сыновья, семь рассказов (Die Söhne. Sieben Erzählungen) в двух томах, том 2, 1947
- Попутчики (Der Reisegefährte). рассказы 1947
- человек на Луне и другие сказки (Der Mann im Mond und andere Märchen), 1947
- О пессимизме (Vom Pessimismus). 1947 (под псевдонимом Leo F. Kotta)
- Якоб Буркхард (Jakob Burckhardt). 1947
- Трактат об Эросе (Traktat vom Eros). эссе 1947 (под псевдонимом Leo F. Kotta)
- Примечания, эссе и сочинения (Zuweisungen. Essais und Aufsätze)., о Якобе Буркхарде, Пюклер-Мускау, Анри Бёйле, И. С. Тургеневе, Генрихе Гейне, Фридрихе Ницше, 1948
- Детская страна. Семь сказок (Kinderland. Sieben Märchen.) 1948
- Kamilla. 1948
- 'Когда ещё были города. малая проза ('Als die Städte noch standen. Kleine Prosa). 1949
- Трактат об интенсивных (Traktat vom Intensiven.) 1950 (под псевдонимом Leo F. Kotta)
- Песочные часы (Die Sanduhr). Roman. 1950
- Каспар Хаузер. Предыстория, история, последствия. Оценка фактов (Kaspar Hauser. Vorgeschichte, Geschichte, Nachgeschichte. Der Tatsachenbericht). 1950
- Книги о Боденском озере (Die Bücher von Bodensee). 1950
- Девочки Монтгивер (Die Monthiver Mädchen). 1950, в трёх вариантах (1936, 1947, 1959)
- Замок Ортенау (Schloß Ortenau). 1955
- Пианист. рассказ (Der Pianist. Erzählung). 1960
- Финские ночи. Рассказы (Finnische Nächte. Die Erzählungen). 1960, предисловие Friedrich Sieburg
- Будет вечер. Об одной долгой жизни (Es wird Abend. Bericht aus einem langen Leben), автобиография 1960
- О женщинах (Über die Frauen)., афоризмы. 1961
- Искушение судьи (Die Versuchung des Richters), короткие рассказы
- Дерево свободы и гильотина. Эссе, собранные за шесть десятилетий (Freiheitsbaum und Guillotine. Essays aus sechs Jahrzehnten). издатели Rolf Hochhuth, Peter Härtling, 1969.